# Reitbrooker Sammelgraben
El Reitbrooker Sammelgraben o canal col·lector de Reitbrook és un wettern al barri de Reitbrook a l'estat d'Hamburg (Alemanya).

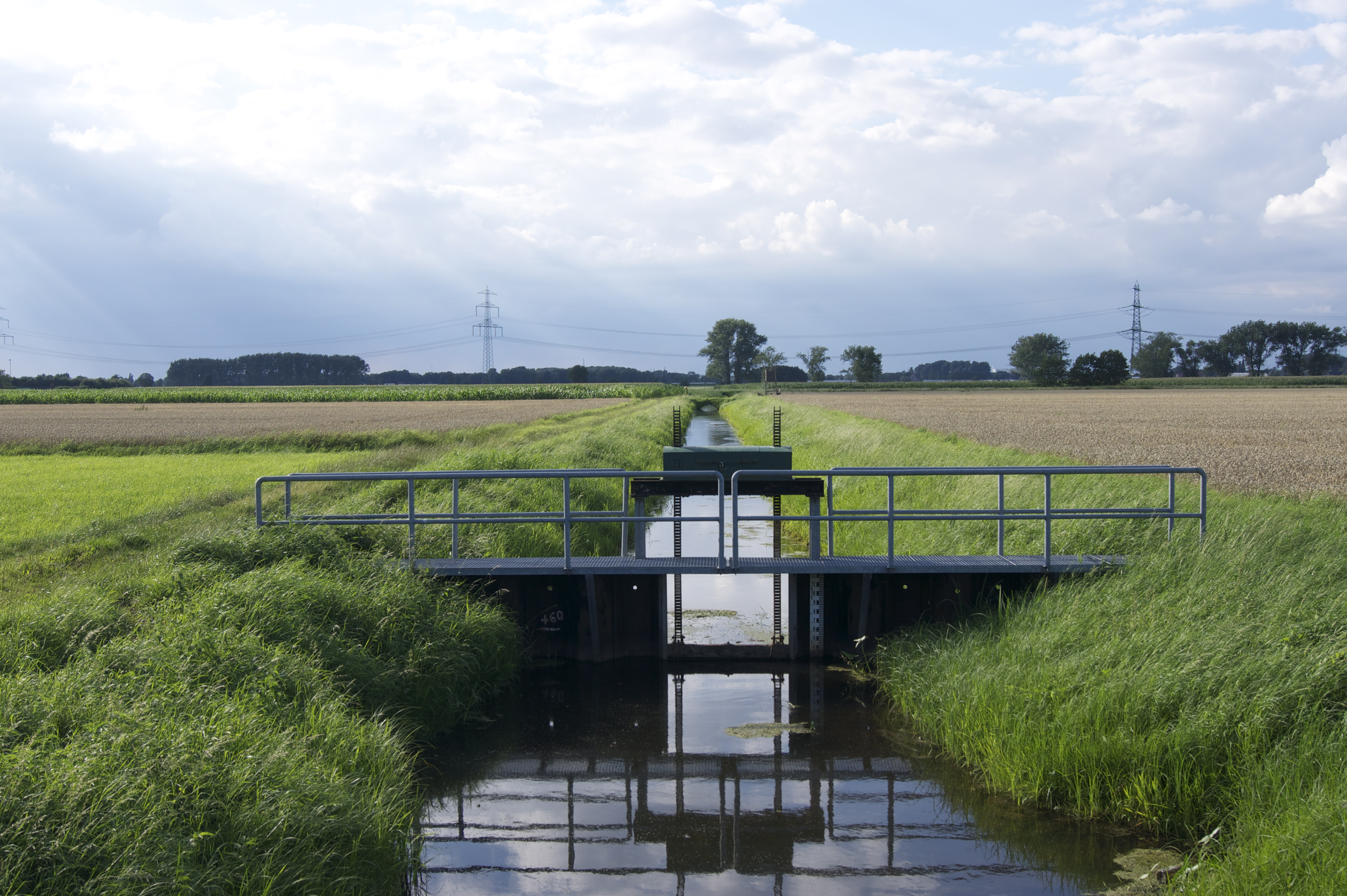
Resclosa de desguàs al Sammelgraben

Connecta la reserva natural Die Reit, a la confluència del Dove Elbe i del Gose Elbe amb el Neuengammer Sammelgraben.
El seu nom Sammelgraben significa que és un canal col·lector central que rep les aigües de la xarxa dels weterings que desguassen els pòlders al seu entorn. El col·lector de Reitbrook té un curs orgànic, el que permet de suposar que va servir-se d'un priel natural per a crear-lo. La majoria dels recs que connecta no tenen cap nom propi.